# Arnold Luhaäär
Arnold Luhaäär (ur. 20 listopada 1905 w Mõisaküla, zm. 19 stycznia 1965 w Tallinnie) – estoński sztangista, medalista olimpijski.
Ukończył gimnazjum w Parnawie. Treningi w tej dyscyplinie rozpoczął w 1919 roku. Członek klubu Tallinna Sport.
Na igrzyskach w Amsterdamie startował w wadze ciężkiej. Zawody zakończył z wynikiem 360 kg (wyciskanie – 100 kg, rwanie – 110, podrzut – 150 kg) i uplasował się na drugim miejscu zdobywając srebro olimpijskie. Z Niemcem Josefem Straßbergerem przegrał jednak wyraźnie (o 12,5 kg). W podrzucie Estończyk poprawił rekord olimpijski. Nie wystąpił na igrzyskach w Los Angeles z powodu wielkiego kryzysu (Estończycy wysłali tam tylko dwóch zawodników).
Cztery lata później na igrzyskach w Berlinie ponownie zdobył medal w wadze ciężkiej, tym razem brązowy. Łącznie uzyskał 400 kg (115 + 120 + 165). Znów najlepiej spisał się w podrzucie, w którym ustanowił rekord olimpijski.
W 1933 został wicemistrzem Europy, zaś w 1938 brązowym medalistą mistrzostw świata. Zwycięzca zawodów spartakiady radzieckiej (brał udział gościnnie). Dwukrotny rekordzista świata. Pierwszy rekord ustanowił w 1927 roku w rwaniu lewą ręką (90 kg), drugi osiągnął w 1937 roku w podrzucie (167,5 kg).  Ośmiokrotny mistrz Estonii w wadze ciężkiej (1926, 1928, 1932, 1933, 1934, 1936, 1937, 1938), 40-krotny rekordzista Estonii. Uprawiał również zapasy, zdobył nawet tytuł mistrza Estonii w 1931 roku (waga ciężka, styl klasyczny).
Po zakończeniu kariery pracował jako działacz sportowy i sędzia zawodów w podnoszeniu ciężarów. W latach 1935–1940 członek zarządu i sekretarz generalny Estońskiej Federacji Podnoszenia Ciężarów. Od 1945 do 1950 członek tej samej federacji, z tą różnicą, że Estonia była republiką wchodzącą w skład ZSRR. Trener sztangistów w Spartaku Tallinn (1946-1948), później przewodniczący zgromadzenia sędziów przy Federacji Podnoszenia Ciężarów Estońskiej SRR (1949-1952).
Od 1992 roku w mieście w którym się urodził, rozgrywa się turniej jego imienia.